# Gustave Samanos
 (janvier 2015).
Pour les articles homonymes, voir Samanos.
Joseph Auguste Gustave Samanos (21 janvier 1860 - 13 août 1885) est un officier de marine français. Mort à 25 ans du choléra à l’hôpital militaire d’Haïphong, ce jeune officier a laissé derrière lui une littérature de près de quatre cents lettres, témoignages sur l’histoire de France, sur l’état économique de nombreux pays et sur les techniques de l’époque. Habile dessinateur, il a réalisé une centaine d’aquarelles d’animaux tout à fait remarquables.

## Biographie
Né à Bayonne, il est le fils benjamin de François Auguste Samanos (rentier) et de Louise Isabelle Prudence dite Leda Reynaud de Belleville , famille protestante ayant fait fortune grâce à la Compagnie des Indes orientales et vécu sur les îles Bourbon, Saint Domingue et Cuba.
Basque, il fait ses études à Pau, à Bayonne avant de rejoindre Lorient en 1873 puis d’intégrer l’école navale à Brest en 1876. Il est promu au grade d'enseigne de vaisseau le 5 février 1881.
Il a une correspondance avec ses proches d’une incroyable richesse . Très fin observateur, il dépeint avec une foule de détails tous les pays qu’il découvre au cours de trois tours du monde. Mais sa matière de prédilection reste les sciences naturelles.

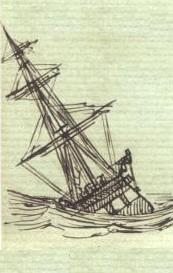
Borda par gros temps - dessin de Gustave Samanos en 1878

Chasseur, il aime à terre tirer sur des oiseaux pour les empailler. Après des débuts laborieux, il se taille une solide réputation, offrant des animaux empaillés aux membres d’équipage lui en faisant la demande. Il est rapidement submergé par son propre succès.
C’est pourquoi, jugeant qu’il n’a pas assez de temps et de place à bord, il se lance, poussé par un ami, dans la peinture. Les dessins, simple passe-temps, deviennent rapidement un hobby qu’il affectionne tout particulièrement.
Le 18 février 1882, il écrit à sa mère: « J'ai toujours conservé mon goût pour l'histoire naturelle et quand je peux, je m'occupe d'étudier les mœurs des animaux et la classification dans laquelle les ont rangés Linné, Cuvier et tous ces illustres admirateurs de la vie chez les bêtes ». Et pour les dessins, il garde le même sérieux en classant les animaux après les avoir pesés, mesurés et avoir donné parfois des indications sur leur mode de vie.

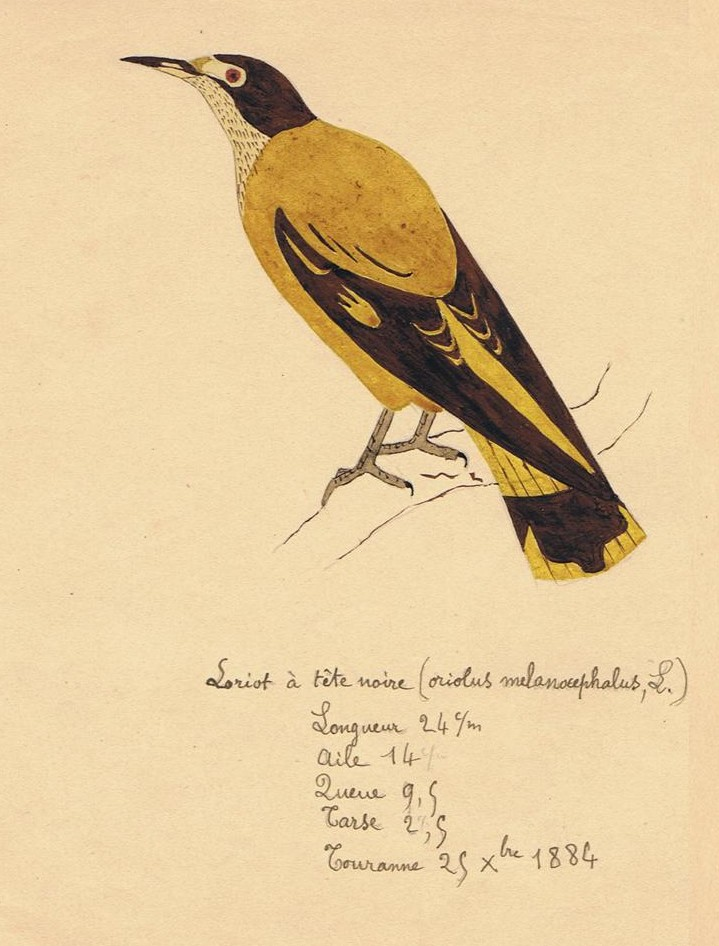
Loriot à tête noire dessiné à Touranne le 25 octobre 1884

Il disparaît prématurément au cours d’une mission au Tonkin en 1885 après avoir contracté le choléra. Il fut décoré à titre posthume de la médaille de l'expédition du Tonkin en mars 1887 pour le convoyage d'une jonque pirate .
Il ne laisse aucune descendance.